# مزرعة الحسينية
مزرعة الحسينية هي إحدى القرى اللبنانية من قرى قضاء صيدا في محافظة الجنوب.